# Ladeira do Tempo-Foi
Ladeira do Tempo-Foi é um romance do escritor carioca Helio Brasil, um dos mais importantes ficcionistas brasileiros da atualidade, publicado em 2017. Nesse romance naturalista, que nos remete aos grandes folhetins nelson-rodrigueanos, Helio Brasil pinta um retrato da vida no seu bairro natal de São Cristóvão, na Zona Norte carioca, na época da redemocratização pós-ditadura do Estado Novo. “Oferecia-se ao Brasil um governo morno, cercado de idealistas e de oportunistas.” 
O protagonista, Carlos Jordão, professor da escola fictícia de Santa Cordélia e morador da ladeira igualmente fictícia do Tempo-Foi, casado com a prendada Leonor, oriunda das ilhas açorianas, com quem tem um filho recém-nascido, Felipe, durante o período de resguardo da mulher sente uma atração fatal pela mulata Idália, que veio morar no porão habitável do imóvel com seu filho Lula, que padece de um mal de nascença. Ao ceder à tentação, põe em risco o próprio casamento. A ladeira que dá nome à obra "é um mix de ruelas e ladeiras dos bairros cariocas que tenham morrinhos tal como o famoso 'Bairro Imperial'."
Seu colega de magistério José Lírio, homem debochado, que idolatra Getúlio Vargas e tem conhecimentos no então Ministério da Educação e Saúde, inescrupuloso a ponto de seduzir alunas menores de idade, conseguirá para ambos um emprego no Ministério que lhes aumentará os rendimentos, mas os obrigará a conviverem com a mediocridade e hipocrisia do mundo da baixa política.
"Hélio, muito ligado ao bairro, pensou no romance como uma forma de outra vez homenagear São Cristóvão, palco de momentos importantes para a história do Brasil. 'A memória que tenho de lá é muito dourada, pois, além de ter crescido no bairro, é um local muito rico, historicamente falando', conta."
Segundo Ivan Cavalcanti Proença, "registro (digamos) belo e forte e lírico de gentes e ambiências desde São Cristóvão que você já retratara sem os recursos de humanização que só a Literatura permite. [...] No gênero, o que há de mais importante em nossa literatura contemporânea."
“Cada um dos personagens que convivem neste livro daria um romance. Ou um belo filme. E são tantos, tão singulares em suas histórias de vida, que percorrer as páginas desta Ladeira revela-se uma experiência rica, emocionante, envolvente e prazerosa. Uma viagem ao mundo carioca e brasileiro dos meados do século XX, conduzida com vigor narrativo neste romance que surpreende a cada passo.”
"Com Ladeira do Tempo-Foi, de 2017, Helio Brasil volta ao romance, e a todas as características que já descrevemos: a brilhante capacidade de descrição ambiental, a rica galeria de personagens, a sensação da época, que não deixa de ser, implacavelmente e ao mesmo tempo, a sensação da memória e da perda, da mudança das coisas, no grande sentido camoniano da palavra. Por outro lado, nele se exaspera o que reconhecemos como uma ascendência naturalista do autor, de maneira mais forte do que nos títulos anteriores."
Segundo Adelto Gonçalves, “o seu saboroso estilo é indisfarçavelmente inspirado no texto machadiano, ainda que adaptado aos nossos dias. [...] um dos lançamentos mais auspiciosos da Literatura Brasileira neste começo de século XXI.”